# Ratty
A Ratty a Scooter német elektronikus együttes egyik álneve, melyen több számot és remixet készítettek a 2000-es években. Számtalan utalást találhatunk a Ratty-re a Scooter-számokban (a The Logical Song-ban a "Scooter, are you Ratty?" sor, valamint az Expecting More From Ratty és Ratty's Revenge című számok), illetve egy alkalommal a Sheffield Jumpers Rock The House című számának szerzőjeként volt megemlítve a rattys Dave "Bass" Parker.

## Történet
Axel Coon belépésével a Scooter úgy gondolta, érdemes lenne elmerészkedni olyan zenei irányba, amit saját stílusukban nem tudnának megtenni. A negatív, becsmérlő hangnemű kritikák is erősödtek, ezért egyre többször próbálták átverni a kritikusokat, akik, nem tudván, hogy Scooter-szám, az egekbe magasztalták szerzeményeiket ("The Pusher", "Guess Who - Posse", "3 A.M. - Nessaja"). 1998-ban a No Time to Chill album egyik száma az "Expecting More from Ratty" címet kapta, de a rajongóknak nem magyarázták meg pontosan, mi is az a Ratty. Egy évvel később, a Back to the Heavyweight Jam című lemez "Psycho" című dalában, még titokzatosabb módon, az "inspired by those peoples like Ratty" sor jelent meg. 2000-ben a She's The Sun kislemez B-oldala a "Sunrise (Ratty's Inferno)" címet kapta, s nem sokkal később ez a szám jelent meg jelentősen feljavítva Ratty-kislemezként. Mivel a nagyközönség nem tudta, kik is ők, erre kicsit rá is játszottak, és a kislemez és a videóklip sikerét követően néhányszor felléptek. Ekkor azonban csak három, patkánynak öltözött figura volt látható a színpadon. A későbbiekben több Ratty mix is megjelent, valamint egy kislemez-próbálkozás, a "Living on Video", melyből azonban akkor csak a vinyl-változat készült el, a tervezett klip és kislemez nem. A remixek készítését ezen a néven 2003-ig csinálták, utána a projekt lényegében leállt - a tervezett "Day-O (Banana Boat Song)" kislemezt sem adták ki ebben az évben, hanem egy teljesen másik álnéven jelentették meg. A Ratty utoljára 2008-ban jelentkezett, de akkor is csak mint a Sheffield Jumpers kislemezének szerzői.

## Tagok
Mivel ez a Scooter egyik álnéven futó projektje, ezért a tagok is kitalált néven futnak.
- Dave "Bass" Parker
- Slivo
- Ed Harris
- Finn Reder

A valóságban a Scooter mindenkori tagjai alkotják. Amikor a Ratty megírta kislemezeit, ők H.P. Baxxter, Rick J. Jordan, Axel Coon és Jens Thele voltak.

## Diszkográfia

### Hivatalosan megjelent
- Sunrise / Spacecowboy (2000)
- Sunrise (Here I Am) (2001)
- Living On Video (2001)
- Sunrise (Here I Am) (Remixes) (2003)

### Más néven publikált
- Day-O (Banana Boat Song) (mint Beetle Juice pres. Rick Maniac and Dr. Loop) (2003)
- Rock The House (mint Sheffield Jumpers) (2008)

### Remixek
- 2001: Marc Et Claude – Loving You (Ratty Remix)
- 2001: Gouryella – Tenshi (Ratty Remix)
- 2001: Starsplash – Wonderful Days (Ratty Remix)
- 2001: ATB – Hold You (Ratty Mix)
- 2003: Ron Van Den Beuken – Timeless (Ratty Full On Vocals Remix)

### Mixalbumok
- 2001: Kontor Top Of The Clubs Vol.10. (CD2)